# Peucetia lucasi
Espèce
Peucetia lucasi est une espèce d'araignées aranéomorphes de la famille des Oxyopidae.

## Répartition
Cette espèce se rencontre à Madagascar, à Mayotte et aux Comores.

## Habitat
Elle vit plutôt dans les zones ouvertes, en savane et lisière, au bord des chemins. Elle se cache généralement dans une belle loge, et prospecte autour de celle-ci lorsqu’elle désire s’alimenter.

## Description
Le mâle et la femelle mesurent entre 15 et 20 mm. Très colorée, cette espèce présente une variante dans les tons beiges, et une dans les tons verts. On y retrouve différents motifs blancs, jaunes, gris-bleu, noir et brun-rouge sur les pattes. L'abdomen est vert ou beige, avec une ligne brune accompagnée de quelques stries blanches et noires.

## En captivité
Cette espèce est assez courante en terrariophilie.

## Classification
Cette espèce a été décrite en 1863 par le naturaliste français Auguste Vinson (1819-1903) sous le protonyme Sphasus lucasii. Elle a été déplacée dans le genre Peucetia par Thorell en 1875.
Peucetia lucasi a pour synonyme :
- Sphasus lucasii Vinson, 1863

## Étymologie
Son épithète spécifique, lucasi, lui a été donnée en l'honneur de l'entomologiste français Hippolyte Lucas (1814-1899).

## Publication originale
- Auguste Vinson (ill. Hortense Léontia Deyrolle Migneaux), Aranéides des îles de la Réunion, Maurice et Madagascar, Paris, Belin Frères, 1863, 487 p. (DOI 10.5962/BHL.TITLE.125517, lire en ligne).